# Glenea suensoni
Glenea suensoni là một loài bọ cánh cứng trong họ Cerambycidae.